# Hilma Runbäck
Hilma Sofia Runbäck, född Forsman 7 februari 1855 i Kalmar stadsförsamling, Kalmar län, död 19 april 1931 i Oscars församling, Stockholms stad, var en svensk rösträttsaktivist. 

## Biografi
1907 anordnades ett stormöte i Kalmar, benämnt som det första kvinnliga rösträttsmötet i Kalmar, med mål att skapa en lokalförening för Landsföreningen för kvinnans politiska rösträtt (LKPR) i staden, Föreningen för kvinnans politiska rösträtt i Kalmar. Augusta Tonning reste från Ronneby för att närvara vid mötet, och fler än 250 kvinnor deltog i mötet som ägde rum i Goodtemplarsalen. 80 kvinnor skrev in sig som medlemmar, och Hilma Runbäck blev föreningens första ordförande.
Hilma Runbäck kom sedan att mellan 1907 och 1921 vara ordförande i LKPR i Kalmar, samt under dessa år LKPR:s representant i centralstyrelsen. När LKPR avvecklades 1921 var Runbäck en av ledamöterna i den kommitté som bildades, för att fortsätta föreningens internationella engagemang.
Efter LKPR:s avveckling engagerade hon sig i Svenska Kvinnors Medborgarförbund, och satt bland annat i styrelsen för dess Stockholmskrets.
Hon var gift med assessorn Per Gustaf Runbäck. Dottern Kerstin Runbäck var pianist.
Hon är begraven på Södra kyrkogården i Kalmar.